# الیسئو سالازار
الیسئو سالازار والنزوئلا (اسپانیایی: Eliseo Salazar Valenzuela‎؛ زادهٔ ۱۴ نوامبر ۱۹۵۴ در سانتیاگو). از مارس ۲۰۲۲، او تنها شیلیایی است که در مسابقات جهانی فرمول یک شرکت کرده‌است. او اولین حضور خود در فرمول یک را در ۱۵ مارس ۱۹۸۱ انجام داد و در نهایت در ۳۷ مسابقه شرکت کرد و در مجموع سه امتیاز قهرمانی را به دست آورد.
سالازار در طول دوران فعالیت خود در فرمول یک تنها ۳ امتیاز را به نام خود به‌ثبت رساند.